# Bufeo Colorado
Die Legende des Bufeo Colorado (auf Portugiesisch: Boto und auf Französisch: Bouto) stammt aus dem Norden Perus und ist im Amazonas-Regenwald weit verbreitet. Die Legende handelt von den Amazonasdelfinen, auch „Rosa Flussdelfine“ genannt, welche im Amazonas und seinen Nebenflüssen leben.
Die Legende dient gemeinhin zur Erklärung außerehelicher Schwangerschaften und wurde 1987 im brasilianischen Film „Ele, o Boto“ verfilmt.

## Sage
Es wird erzählt, dass der Boto während lokaler Festlichkeiten und Tänze in Gestalt eines eleganten, weiß gekleideten jungen Mannes erscheint. Er trägt dabei stets einen Hut, um das verräterische Blasloch zu verstecken, das trotz der Verwandlung in einen Menschen auf seinem Kopf zurückbleibt.
Der Legende nach verwandelt sich der Boto während des Vollmonds und sucht nahegelegene Dörfer auf, um einsame junge Frauen zu verführen. Aus diesem Grund werden unbekannte junge Männer, die mit Hut auf einem Fest erscheinen, gebeten, diesen abzunehmen.